# PL/pgSQL
PL/pgSQL (Procedural Language/PostgreSQL Structured Query Language) è un linguaggio di programmazione procedurale supportato dal RDBMS PostgreSQL. Somiglia molto al linguaggio PL/SQL di Oracle.
PL/pgSQL, da vero linguaggio di programmazione, permette un maggior controllo del semplice SQL, includendo l'abilità di usare cicli e strutture di controllo avanzate. I programmi creati nel linguaggio PL/pgSQL sono chiamati funzioni, e possono essere chiamati come parti di un'istruzione SQL, o attivati da un trigger.
PL/pgSQL è stato creato in modo da svolgere operazioni complesse al di là delle potenzialità dell'SQL, rimanendo facile da usare e sicuro per il server.
PL/pgSQL è l'unico linguaggio "PL" installato di default su PostgreSQL, ma sono disponibili molti altri come:
PL/Java, 
PL/Perl, 
plPHP, 
PL/Python, 
PL/R, 
PL/Ruby, 
PL/sh, 
and PL/Tcl.